# Gymnastes gloria
Gymnastes gloria är en tvåvingeart som först beskrevs av Alexander 1921.  Gymnastes gloria ingår i släktet Gymnastes och familjen småharkrankar. Inga underarter finns listade i Catalogue of Life.